# Aviazione dell'esercito dell'Ucraina
L’Aviazione dell'esercito dell'Ucraina (in ucraino Армійська авіація України?, Armijs'ka aviacija Ukraїny) è la componente aeronautica delle Forze terrestri ucraine.

## Storia
Il primo nucleo dell'aviazione dell'esercito dell'Ucraina nacque nel 1992, quando in seguito alla dissoluzione dell'URSS il 119º Reggimento dell'Armata Sovietica si unì alle neonate Forze armate ucraine. Il 3 luglio 1994 l'aviazione dell'esercito entrò ufficialmente a far parte delle Forze terrestri.
Nel 2014 è stata impiegata durante la guerra del Donbass, effettuando migliaia di sortite a supporto delle truppe di terra. La 16ª Brigata aerea dell'esercito "Brody" ha preso parte alla liberazione di Slov"jans'k.

## Struttura
Le unità dell'aviazione dell'esercito, direttamente subordinate al Comando delle Forze terrestri, sono organizzate come segue:
- 8º Centro di comando dell'aviazione dell'esercito (Černihiv, unità militare A7010)
- 11ª Brigata aerea dell'esercito "Cherson" (Čornobaïvka, unità militare A1604)
- 12ª Brigata aerea dell'esercito "Maggior generale Viktor Pavlenko" (Novyj Kalyniv, unità militare A3913)
- 16ª Brigata aerea dell'esercito "Brody" (Brody, unità militare A2595)
- 18ª Brigata aerea dell'esercito "Igor Sikorsky" (Poltava, unità militare A3384)
- 57ª Base aerea (Brody, unità militare A3595)

### Mezzi aerei
Sezione aggiornata annualmente in base al World Air Force di Flightglobal del corrente anno. Tale dossier non contempla UAV, aerei da trasporto VIP ed eventuali incidenti accorsi durante l'anno della sua pubblicazione. Modifiche giornaliere o mensili che potrebbero portare a discordanze nel tipo di modelli in servizio e nel loro numero rispetto a WAF, vengono apportate in base a siti specializzati, periodici mensili e bimestrali. Tali modifiche vengono apportate onde rendere quanto più aggiornata la tabella.
| Aeromobile       | Origine    | Tipo                        | Versione (denominazione locale)      | In servizio (2024) | Note | Immagine   |
| Elicotteri       | Elicotteri | Elicotteri                  | Elicotteri                           | Elicotteri         | Elicotteri | Elicotteri |
| ---------------- | ---------- | --------------------------- | ------------------------------------ | ------------------ | --- | ---------- |
| Mil Mi-24 Hind   | Russia     | elicottero d'attacco        | Mi-24PMi-24VMi-24VP                  | 39                 | Al dicembre 2019 erano in organico tra 125 e 133 gli esemplari di varie versioni, ma solo una ventina in condizioni di volo. 8 Mi-24V ex Aeronautica militare Ceca sono stati consegnati a luglio 2022 e marzo 2024.                   |            |
| Mil Mi-8 Hip     | Russia     | elicottero utility          | Mi-8TMi-17-1VMi-17MMi-17MTVMi-8MTV-1 | 58                 | 4 Mi-17M sono stati donati dalla Slovacchia nel giugno del 2022. Due Mi-17MTV sono stati donati dall'Aeronautica lettone il 15 agosto 2022. 3 Mi-8T e 11 Mi-8MTV-1, sono stati trasferiti dalla Croazia a partire dal 19 ottobre 2023. |            |
| Mil Mi-2 Hoplite | Russia     | elicottero da addestramento | Mi-2                                 | 13                 | 1 Mi-2 è stato donato dalla Slovacchia nel giugno del 2022. Due Mi-2U sono stati donati dall'Aeronautica lettone il 15 agosto 2022. |            |